# Litosins
Els litosinis (Lithosiini) són una tribu de lepidòpters ditrisis de la subfamília dels arctins (Arctiinae), família dels erèbids (Erebidae), 
Els representants d'aquesta tribu són més prims que els de la tribu Arctiini.

## Gèneres d'Europa
- Apaidia Hampson, 1900
- Atolmis Hübner, 1819
- Cybosia Hübner, 1819
- Eilema Hübner, 1819
- Lithosia Fabricius, 1798
- Miltochrista Hübner, 1819
- Nudaria Haworth, 1809
- Paidia Hübner, 1819
- Pelosia Hübner, 1819
- Setema de Freinar & Witt, 1984
- Setina Schrank, 1802
- Thumatha Walker, 1866

## Galeria

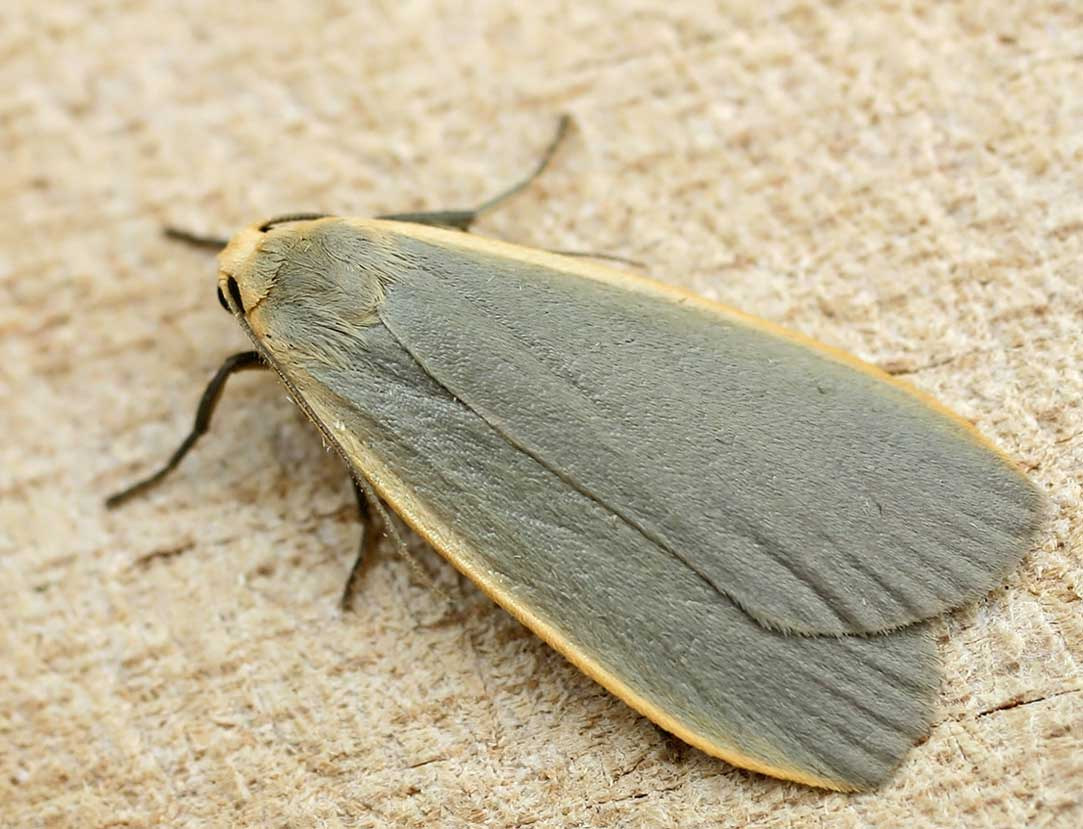
Eilema griseola
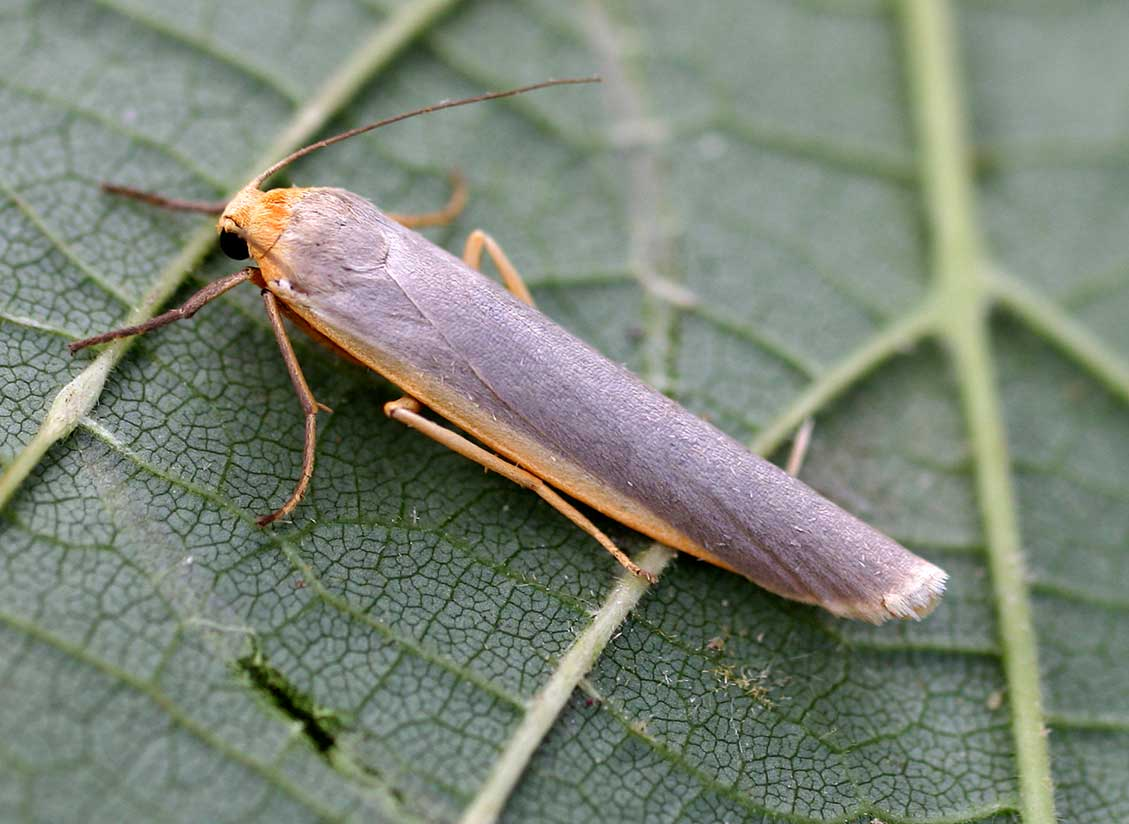
Eilema complana
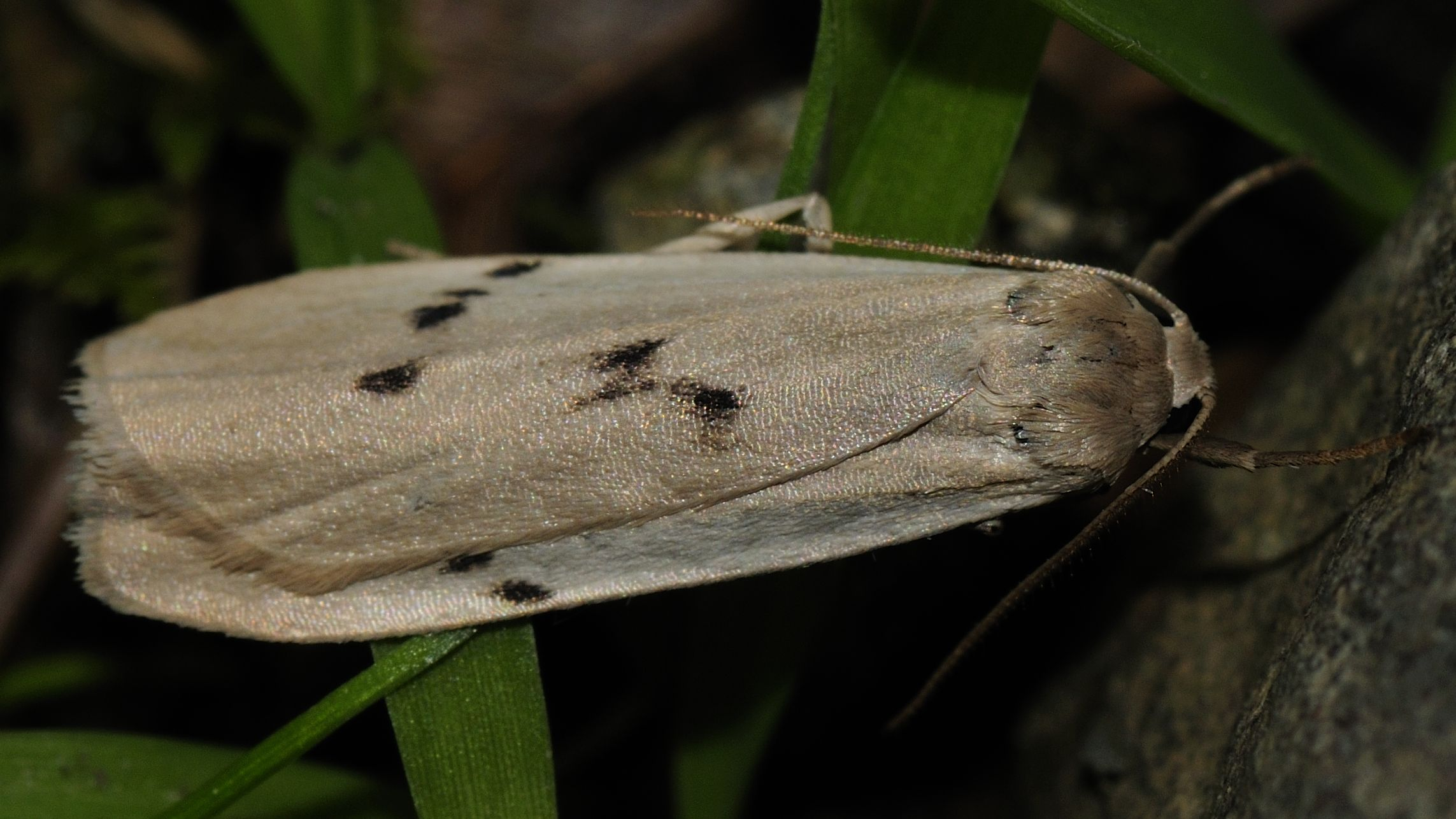
Pelosia muscerda